# Lawang (Matangkuli)
Lawang is een bestuurslaag in het regentschap Aceh Utara van de provincie Atjeh, Indonesië. Lawang telt 167 inwoners (volkstelling 2010).